# Maratona de Nova York
Maratona de Nova York (oficialmente TCS New York City Marathon) é uma corrida na distância de 42,195 km realizada na cidade de Nova York através de seus cinco bairros, fundada em 1970 por iniciativa de Fred Lebow, um corredor norte-americano nascido na Romênia e grande entusiasta de esportes e corridas de rua. Uma das maiores corridas do mundo, com mais de 50 000 participantes a cada edição, está entre as mais proeminentes corridas anuais dos Estados Unidos, junto com as maratonas de Boston e de Chicago, faz parte do grupo de World Marathon Majors e integra a seleta lista de provas do atletismo com o selo IAAF Gold Label Road Race da Federação Internacional de Atletismo (IAAF).
A prova é realizada anualmente desde 1970 pelo New York Road Runners (NYRR) à exceção de 2012, quando foi cancelada devido aos estragos causados na cidade pelo furacão Sandy uma semana antes e de 2020, cancelada devido à pandemia de COVID-19. A partir de 2014 passou a ser patrocinada pela maior multinacional indiana de capitalização de mercado, a Tata Consultancy Services (TSC), que, por contrato de patrocínio, agrega seu nome à prova. Por causa da enorme popularidade da maratona tanto nos Estados Unidos quanto no resto do mundo, que faz com que o número de interessados chegue às centenas de milhares, a inscrição se consegue por meio de um sistema de loteria. Os afiliados do NYRR podem conseguir inscrição pelo cumprimento de critérios técnicos estipulados ou através da indicação de clubes de corrida associados.
A prova, realizada no primeiro domingo do mês de novembro, é transmitida ao vivo localmente para a cidade de Nova York pela WNBC, pela tv a cabo Universal Sports para todo o país e on line através do próprio site da rede de televisão. Sua audiência mundial anual alcança 315 milhões de espectadores.

## História
A primeira maratona foi realizada em 1970, por iniciativa de Fred Lebow e Vincent Chiappetta, com a participação de apenas 127 atletas, 126 homens e uma mulher, que desistiu no meio do percurso. Disputada inteiramente em quatro voltas dentro do Central Park, cerca de 100 espectadores assistiram a chegada do bombeiro novaiorquino Gary Muhrcke, como primeiro vencedor da competição, em 2:31:38. Apenas 55 competidores completaram essa prova e o prêmio dos dez primeiros colocados foi um relógio de corrida. Em 1972, ela assistiu ao primeiro protesto das dez mulheres inscritas, que se sentiram estigmatizadas com as regras da Amateur Athletic Union que as obrigava a largar dez minutos depois dos homens. Com o passar dos anos, a prova foi crescendo em participantes e interesse e em 1976, para celebrar o bicentenário da Independência dos Estados Unidos, o auditor da cidade, George Spitz, sugeriu que ela saísse da limitação do Central Park e atravessasse todos os cinco bairros da cidade. Com o apoio do administrador de Manhattan, Percy Sutton, os dois homens levaram à ideia ao então prefeito Beame e também ao diretor da prova, Fred Lebow. A corrida de 1976 foi realizada assim e foi um grande sucesso popular, com grande participação dos moradores da cidade nas ruas. O que era para ser feito apenas uma vez, na comemoração de uma data histórica do país, acabou se tornando um percurso anual.
A maratona alcançou grande popularidade nacional e internacional de vez quando, dois anos mais tarde, em 1978, a norueguesa Grete Waitz quebrou o recorde mundial da prova feminina nas ruas da cidade, com um tempo de 2:32:30. Waitz se tornaria um símbolo dessa prova e a venceria mais oito vezes. Em 1981 foi a vez do americano Alberto Salazar quebrar o recorde mundial masculino – 2:08:13 – apenas para ter o recorde desqualificado pouco tempo depois, ao se descobrir, pela medição com odômetro usado em provas oficiais de atletismo, que a prova tinha uma distância cerca de 150 m inferior à distância oficial da maratona – 42.195 m – o que seria corrigido depois com um pequeno acréscimo no percurso. Neste mesmo ano, a rede de televisão ABC começou a transmitir a corrida ao vivo para todos os Estados Unidos.
No ano 2000, uma divisão de cadeirantes e competidores deficientes em bicicletas especiais foi adicionada e a partir de 2002, por causa do gigantismo que começou a lhe caracterizar, a largada das corredoras de elite passou a ser 35 minutos antes das dos homens e do resto dos atletas. Trinta anos depois de sua criação, a maratona tinha se transformado na maior do mundo em número de corredores e a cada ano dois milhões de novaiorquinos vão para as ruas saudar os participantes, em longas linhas humanas formadas nas calçadas de todos os cinco bairros.
Atualmente a direção geral da prova é de Mary Wittenberg, uma ex-corredora vencedora da Marine Corps Marathon nos anos 80, hoje CEO do New York Road Runners e a primeira mulher a dirigir uma grande maratona internacional.

## Percurso

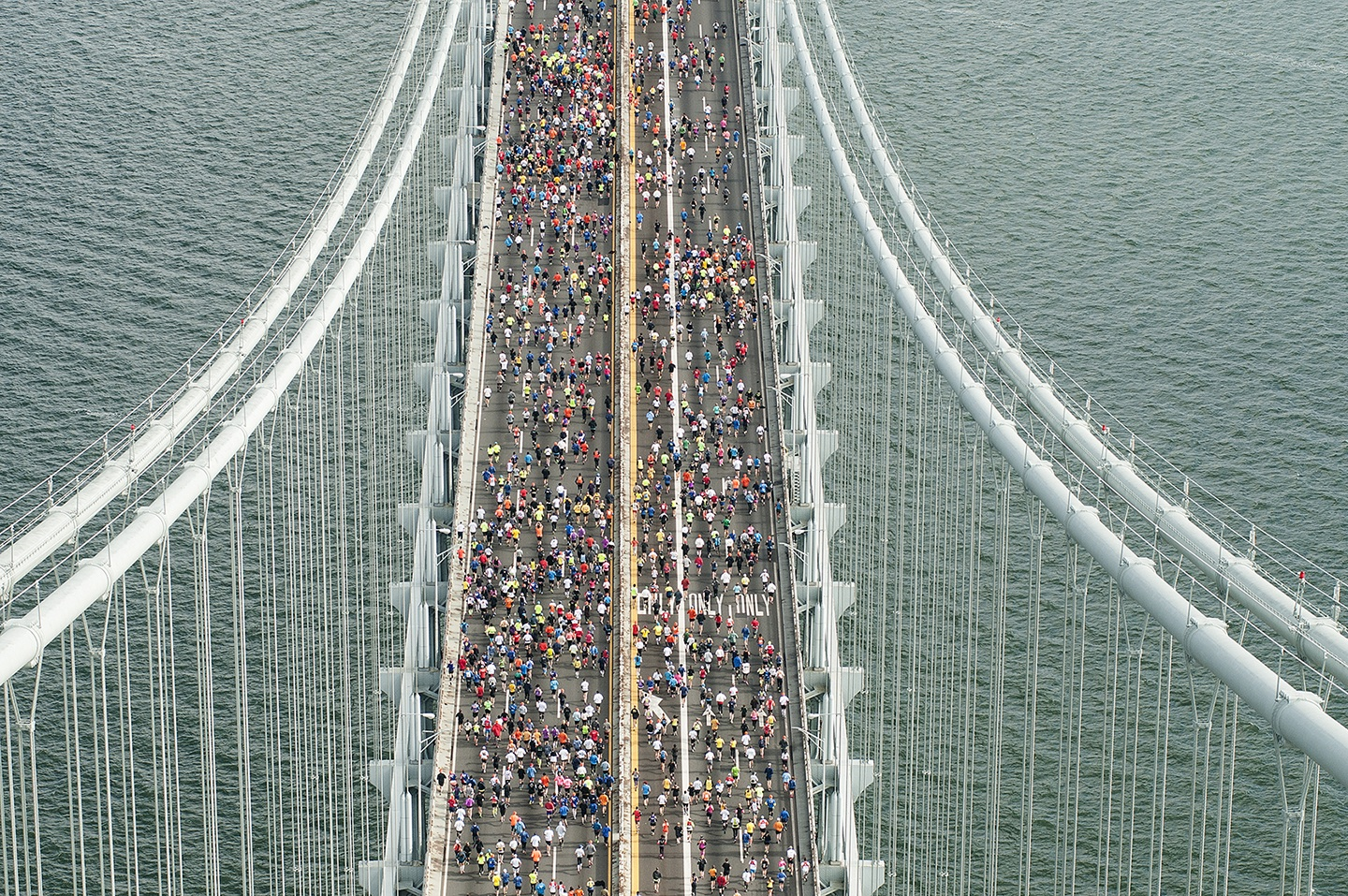
A massa de atletas cruza a Ponte Verrazano.

O percurso inicial da maratona em seus primeiros anos consistia em voltas em torno do Central Park. Hoje o percurso passa por todos os cinco bairros de Nova York. Ele começa em Staten Island, pouco antes da Ponte Verrazano-Narrows, que leva os corredores até o Brooklyn. A ponte, normalmente com tráfego pesado, é fechada para veículos. Os corredores usam ambas pistas do nível superior e a pista e a pista oeste do nível inferior. Nos primeiros minutos da prova, a ponte fica coberta por uma multidão de atletas criando um espetáculo visual bastante associado ao evento.
Após descerem da ponte, os corredores entram no Brooklyn por onde correm cerca de 18 km, passando por Bay Ridge, Sunset Park, Park Slope, Bedford-Stuyvesant, Williamsburg e Greenpoint. Com então 21 km percorridos desde a largada, cruzam a Pulaski Bridge, que marca a metade da maratona e a entrada de Long Island City, no Queens. Depois de correr cerda de 4 km neste bairro, os atletas cruzam o East River na Queensboro Bridge e entram em Manhattan. Neste ponto muito dos atletas começam a cansar, já que a subida desta ponte é considerada uma das partes mais difíceis do percurso.
Entrando em Manhattan na marca dos 28 km, o percurso cruza a Primeira Avenida para o norte e entra no Bronx por uma milha, retornando a Manhattan pela Madison Avenue Bridge. Daí se dirige ao sul cruzando o Harlem, entra na Quinta Avenida e no Central Park. Na parte sul do parque, saem novamente dele e atravessam a Central Park South, uma grande rua que ladeia o lado sul do parque e onde milhares de espectadores se aglomeram para torcer e incentivar os atletas durante os últimos 1600 metros. Em Columbus Circle o percurso reentra no parque e termina depois de uma reta dentro, em frente à Tavern on the Green. O tempo limite cronometrado oficialmente é de 8½ h contando da largada às 10:10 da manhã.
Em 2008, devido ao grande número de participantes, a organização começou a usar um sistema de largada em "currais". As mulheres começaram a largar na frente e a massa de atletas masculinos largando separadamente em grupos de acordo com seus tempos prévios. Os tempos passaram a ser cronometrados através de chips amarrados aos sapatos, que calcula o tempo decorrido do momento em que o atleta cruza a linha de largada até o momento em que cruza a linha de chegada. Durante a prova, os corredores também cruzam marcos computadorizados a cada 5 km e notificações por e-mail são enviadas às pessoas que seguem a corrida acompanhando o desempenho de atletas específicos. Apesar de oficialmente a prova usar a marcação do percurso em milhas, uma distância muito popular e segmentada no mundo anglófono, há marcações de distância de de 5 em 5 km, para indicar as parciais e para registrar qualquer recorde mundial que possa ser batido nas distâncias de 20 km, 30 km e outras distâncias menores em quilômetros reconhecidas pela IAAF.

## Infraestrutura
As estatísticas referentes à estrutura de apoio dada pela organização da maratona impressionam por si só. Cerca de 100 pessoas trabalham fulltime o ano todo em função dela. No dia da prova, seis mil voluntários participam do apoio nas ruas. 2500 credenciais de imprensa são distribuídas e o jantar de massas na véspera da prova, oferecido pela Barilla, alimenta 15 mil atletas e seus convidados: 6840 libras de massa, 1800 libras de saladas diversas, 15 mil maçãs e 18 mil latas de cerveja light são consumidas nesta festa.
Na linha de largada em Staten Island, o NYRR providencia a colocação de 1.450 banheiros portáteis, fornece 30 mil barrinhas de Powerbar, 90 mil garrafinhas de água e 40 mil copos de café aos atletas antes do início da prova. Durante o percurso, os voluntários entregam um total de 62.370 galões de água e 32.040 galões de Gatorade em 2.250.000 copos de papel, enquanto 80 fotógrafos profissionais tiram 450.000 fotos dos corredores. As 41 estações de apoio médico localizadas a cada quilômetro do percurso, são equipadas com cinco toneladas de gelo, 13.475 bandagens de esparadrapo e 390 tubos de vaselina.

## Recordes

A norueguesa Grete Waitz, o maior nome da história da Maratona de Nova York.

A Maratona de Nova York foi palco da quebra de cinco recordes mundiais em sua história, quatro femininos e um masculino. Dois deles, porém, foram desqualificados. Isto aconteceu na edição de 1981, quando o norte-americano Alberto Salazar - 2:08:13 - e a neozelandesa Allison Roe - 2:25:29 – quebraram as respectivas marcas vigentes, mas depois descobriu-se que este percurso teria 150 m a menos que a distância oficial de 42,195 km e os tempos invalidados. Os três recordes consecutivos quebrados pela norueguesa Grete Waitz (1978-79-80) constam das estatísticas oficiais da IAAF, mas mesmo assim são considerados suspeitos pela Association of Road Racing Statisticians, associação que cuida das estatísticas referentes às corridas de rua em todo mundo.
A mesma Waitz é a recordista, de ambos os sexos, de vitórias na prova, com nove maratonas conquistadas nas décadas de 70-80, número nunca aproximado nos anos posteriores. Ela venceu todas as maratonas realizadas entre 1978 e 1988, com exceção das edições de 1981 e 1987. A de 1987 foi vencida por outra norueguesa, Ingrid Kristiansen, o que faz com que a Noruega seja a nação mais vitoriosa na corrida feminina, com 10 vitórias. O norte-americano Bill Rodgers é o maior vencedor entre os homens, com quatro vitórias consecutivas, 1976-77-78-79. Dois anos depois de sua última vitória em Nova Iorque, Rodgers esteve no Brasil e venceu a Maratona do Rio de Janeiro.
A edição de 2013 viu o milionésimo corredor cruzar a linha de chegada desde sua primeira edição, em 1970. Em 2014, o número oficial de finalistas da maratona foi de 50.530, novo recorde mundial de participantes. Entre os 50.530 finalistas contam-se 30.108 homens e 20.422 mulheres.

## Fatos notáveis
- Em 1970, o campeão da prova, Gary Muhrcke, e os nove outros primeiros colocados, receberam de presente um relógio de corrida. Em 2011, 1.167.000 de dólares foram distribuídos entre os atletas de elite, homens e mulheres, sendo 180.000 dólares aos dois vencedores, Geoffrey Mutai e Firehiwot Dado.[3][14]
- Em 1994, o corredor mexicano German Silva liderava a prova junto como o compatriota Benjamim Paredes quando, atrapalhado por um carro da televisão, entrou por um caminho errado do percurso à cerca de 1200 m da chegada. Avisado, voltou ao percurso certo e conseguiu vencer a prova com 2s de vantagem sobre Paredes. A partir daí, passou a ser apelidado de "Wrong Way (Caminho Errado) Silva."[18]
- Fred Lebow e Grete Waitz são os dois nomes de maior ligação com a história da maratona. Ele, o criador da corrida e figura singular e carismática em fotos e filmagens sempre com seu boné, sua barba e seu cronômetro à mão e ela a maior vencedora de todos os tempos. Lebow foi diagnosticado com um tumor cerebral em 1990, e para se despedir da maratona e comemorar seu 60º aniversário, em 1992 correu a prova com Waitz, sua grande amiga, a seu lado. Grete, uma estrangeira em Nova York e Fred, um romeno naturalizado americano que escapou do Holocausto e sofrendo há dois anos pelo tratamento de quimioterapia, foram acompanhados por alto falantes anunciando seu progresso quilômetro a quilômetro e seguidos por uma multidão emocionada até o Central Park.[19] Ela, uma maratonista de 2h30min, percorreu os 42 km ao lado de Lebow por todas as 5h32min35s que ele precisou para completar o percurso, caindo em seus braços após cruzar a linha de chegada. Grete Waitz nunca mais correu outra maratona.[20] Por ironia, os dois grande amigos morreriam de câncer, ele dois anos depois e ela em 2011.[21]
- Em 2004, a britânica e ex-recordista mundial Paula Radcliffe venceu a prova com 3s de diferença para a queniana Susan Chepkemei e no ano seguinte o queniano Paul Tergat venceu com 1s de diferença para o sul-africano Rendrick Hamaala, nas duas chegadas mais apertadas da história da prova.[22][23]
- A edição de 2008 registrou três mortes ocorridas por complicações provocadas pela corrida: o brasileiro Carlos José Gomes, de 58 anos, de São Paulo, morreu no hospital após desmaiar ao completar a prova em 4:12:15. A autópsia confirmou que ele possuía problemas preexistentes no coração e morreu de ataque cardíaco.[24] Joseph Marotta, 66 anos, americano de Nova Iorque, morreu horas depois de completa a prova andando em 9:16:46, também de ataque cardíaco.[24] Fred Costa, 41, de Cincinnati, morreu duas semanas depois de ter um colapso no meio do percurso da maratona, também de ataque cardíaco.[25]
- O brasileiro Marílson Gomes dos Santos é o único sul-americano a ter vencido até hoje, em 2006 e 2008.[14]
- A edição de 2012 acabou sendo cancelada após a passagem do Furacão Sandy uma semana antes da data marcada para a realização da prova.[26]
- Na edição de 2013, Joy Johnson, de 86 anos, completou a maratona tornando-se na mulher mais velha do mundo a terminar a Maratona de Nova York. Morreu no dia seguinte.[27]
- A edição de 2020 foi cancelada devido à pandemia de COVID-19.[28]

## Vencedores
Nota:recorde da prova (M e F) recordes mundiais anteriores recordes mundiais anteriores anulados 
| 2024 | Abdi Nageeye              | Países Baixos  | 2:07:39 | Sheila Chepkirui       | Quénia         | 2:24:35 |         | 55.646 |  |  |  |  |  |  |
| 2023 | Tamirat Tola              | Etiópia        | 2:04:58 | Hellen Obiri           | Quénia         | 2:27:23 |         | 51.454 |  |  |  |  |  |  |
| 2022 | Evans Chebet              | Quénia         | 2:08:41 | Sharon Lokedi          | Quénia         | 2:23:23 |         | 47.745 |  |  |  |  |  |  |
| 2021 | Albert Korir              | Quénia         | 2:08:22 | Peres Jepchirchir      | Quénia         | 2:22:39 | ~30.000 | 25.020 |  |  |  |  |  |  |
| 2020 | Não houve (**)            | x              | x       | x                      | x              | x       | x       | x      |  |  |  |  |  |  |
| 2019 | Geoffrey Kamworor         | Quénia         | 2:08:13 | Joyciline Jepkosgei    | Quénia         | 2:22:38 |         | 53.640 |  |  |  |  |  |  |
| 2018 | Lelisa Desisa             | Etiópia        | 2:05:59 | Mary Keitany           | Quénia         | 2:22:48 |         | 52.814 |  |  |  |  |  |  |
| 2017 | Geoffrey Kamworor         | Quénia         | 2:10:53 | Shalane Flanagan       | Estados Unidos | 2:26:53 |         | 50.773 |  |  |  |  |  |  |
| 2016 | Ghirmay Ghebreslassie     | Eritreia       | 2:07:51 | Mary Keitany           | Quénia         | 2:24:26 | 51995   | 51394  |  |  |  |  |  |  |
| 2015 | Stanley Biwott            | Quénia         | 2:10:34 | Mary Keitany           | Quénia         | 2:24:25 | 50229   | 49828  |  |  |  |  |  |  |
| 2014 | Wilson Kipsang            | Quénia         | 2:10:59 | Mary Keitany           | Quénia         | 2:25:07 | 50869   | 50530  |  |  |  |  |  |  |
| 2013 | Geoffrey Mutai            | Quénia         | 2:08:24 | Priscah Jeptoo         | Quénia         | 2:25:07 | 50740   | 50266  |  |  |  |  |  |  |
| 2012 | Não houve (*)             | x              | x       | x                      | x              | x       | x       | x      |  |  |  |  |  |  |
| 2011 | Geoffrey Mutai            | Quénia         | 2:05:06 | Firehiwot Dado         | Etiópia        | 2:23:15 | 47107   | 46795  |  |  |  |  |  |  |
| 2010 | Gebre Gebremariam         | Etiópia        | 2:08:13 | Edna Kiplagat          | Quénia         | 2:28:20 | 45344   | 44829  |  |  |  |  |  |  |
| 2009 | Meb Keflezighi            | Estados Unidos | 2:09:15 | Derartu Tulu           | Etiópia        | 2:28:52 |         | 43660  |  |  |  |  |  |  |
| 2008 | Marílson Gomes dos Santos | Brasil         | 2:08:43 | Paula Radcliffe        | Reino Unido    | 2:23:56 | 37899   | 37790  |  |  |  |  |  |  |
| 2007 | Martin Lel                | Quénia         | 2:09:04 | Paula Radcliffe        | Reino Unido    | 2:23:09 |         | 38557  |  |  |  |  |  |  |
| 2006 | Marílson Gomes dos Santos | Brasil         | 2:09:58 | Jelena Prokopcuka      | Letónia        | 2:25:05 | 38368   | 37840  |  |  |  |  |  |  |
| 2005 | Paul Tergat               | Quénia         | 2:09:30 | Jelena Prokopcuka      | Letónia        | 2:24:41 | 37597   | 36856  |  |  |  |  |  |  |
| 2004 | Hendrik Ramaala           | África do Sul  | 2:09:28 | Paula Radcliffe        | Reino Unido    | 2:23:10 | 37257   | 36562  |  |  |  |  |  |  |
| 2003 | Martin Lel                | Quénia         | 2:10:30 | Margaret Okayo         | Quénia         | 2:22:31 | 35286   | 34729  |  |  |  |  |  |  |
| 2002 | Rodgers Rop               | Quénia         | 2:08:07 | Joyce Chepchumba       | Quénia         | 2:25:56 | 32560   | 31834  |  |  |  |  |  |  |
| 2001 | Tesfaye Jifar             | Etiópia        | 2:07:43 | Margaret Okayo         | Quénia         | 2:24:21 | 24057   | 23664  |  |  |  |  |  |  |
| 2000 | Abdelkader El Mouaziz     | Marrocos       | 2:10:09 | Ludmila Petrova        | Rússia         | 2:25:45 | 29930   | 29373  |  |  |  |  |  |  |
| 1999 | Joseph Chebet             | Quénia         | 2:09:14 | Adriana Fernandez      | México         | 2:25:06 | 32503   | 31786  |  |  |  |  |  |  |
| 1998 | John Kagwe                | Quénia         | 2:08:45 | Franca Fiacconi        | Itália         | 2:25:17 | 32398   | 29373  |  |  |  |  |  |  |
| 1997 | John Kagwe                | Quénia         | 2:08:12 | Franziska Rochat-Moser | Suíça          | 2:28:43 | 31400   | 30427  |  |  |  |  |  |  |
| 1996 | Giacomo Leone             | Itália         | 2:09:54 | Anuta Catuna           | Romênia        | 2:28:18 | 29000   | 28182  |  |  |  |  |  |  |
| 1995 | German Silva              | México         | 2:11:00 | Tegla Loroupe          | Quénia         | 2:28:06 | 27634   | 26707  |  |  |  |  |  |  |
| 1994 | German Silva              | México         | 2:11:21 | Tegla Loroupe          | Quénia         | 2:27:37 | 31129   | 29735  |  |  |  |  |  |  |
| 1993 | Andres Espinosa           | México         | 2:10:04 | Uta Pippig             | Alemanha       | 2:26:24 | 28140   | 26597  |  |  |  |  |  |  |
| 1992 | Willie Mtolo              | África do Sul  | 2:09:29 | Lisa Ondieki           | Reino Unido    | 2:24:40 | 28656   | 27797  |  |  |  |  |  |  |
| 1991 | Salvador Garcia           | México         | 2:09:28 | Liz McColgan           | Reino Unido    | 2:27:32 | 26900   | 25797  |  |  |  |  |  |  |
| 1990 | Douglas Wakiihuri         | Quénia         | 2:12:39 | Wanda Panfil           | Polónia        | 2:30:45 | 25012   | 22774  |  |  |  |  |  |  |
| 1989 | Juma Ikangaa              | Tanzânia       | 2:08:01 | Ingrid Kristiansen     | Noruega        | 2:25:30 | 24996   | 24659  |  |  |  |  |  |  |
| 1988 | Steve Jones               | Reino Unido    | 2:08:20 | Grete Waitz            | Noruega        | 2:28:07 | 23463   | 22405  |  |  |  |  |  |  |
| 1987 | Ibrahim Hussein           | Quénia         | 2:11:01 | Priscilla Welch        | Reino Unido    | 2:30:17 | 22523   | 21244  |  |  |  |  |  |  |
| 1986 | Gianni Poli               | Itália         | 2:11:06 | Grete Waitz            | Noruega        | 2:28:06 | 20502   | 19689  |  |  |  |  |  |  |
| 1985 | Orlando Pizzolato         | Itália         | 2:11:34 | Grete Waitz            | Noruega        | 2:28:34 | 16705   | 15881  |  |  |  |  |  |  |
| 1984 | Orlando Pizzolato         | Itália         | 2:14:53 | Grete Waitz            | Noruega        | 2:29:30 | 16315   | 14590  |  |  |  |  |  |  |
| 1983 | Rod Dixon                 | Nova Zelândia  | 2:08:59 | Grete Waitz            | Noruega        | 2:27:00 | 15193   | 14546  |  |  |  |  |  |  |
| 1982 | Alberto Salazar           | Estados Unidos | 2:09:29 | Grete Waitz            | Noruega        | 2:27:14 | 14308   | 13599  |  |  |  |  |  |  |
| 1981 | Alberto Salazar           | Estados Unidos | 2:08:13 | Allison Roe            | Nova Zelândia  | 2:25:29 | 14496   | 13226  |  |  |  |  |  |  |
| 1980 | Alberto Salazar           | Estados Unidos | 2:09:41 | Grete Waitz            | Noruega        | 2:25:42 | 14012   | 12512  |  |  |  |  |  |  |
| 1979 | Bill Rodgers              | Estados Unidos | 2:11:42 | Grete Waitz            | Noruega        | 2:27:33 | 11533   | 10477  |  |  |  |  |  |  |
| 1978 | Bill Rodgers              | Estados Unidos | 2:12:12 | Grete Waitz            | Noruega        | 2:32:30 | 9875    | 8588   |  |  |  |  |  |  |
| 1977 | Bill Rodgers              | Estados Unidos | 2:11:28 | Miki Gorman            | Estados Unidos | 2:43:10 | 4823    | 3885   |  |  |  |  |  |  |
| 1976 | Bill Rodgers              | Estados Unidos | 2:10:10 | Miki Gorman            | Estados Unidos | 2:39:1  | 2090    | 1549   |  |  |  |  |  |  |
| 1975 | Tom Fleming               | Estados Unidos | 2:19:27 | Kim Merritt            | Estados Unidos | 2:46:14 | 534     | 339    |  |  |  |  |  |  |
| 1974 | Norbert Sander            | Estados Unidos | 2:26:30 | Kathrine Switzer       | Estados Unidos | 3:07:29 | 527     | 278    |  |  |  |  |  |  |
| 1973 | Tom Fleming               | Estados Unidos | 2:21:54 | Nina Kuscsik           | Estados Unidos | 2:57:07 | 406     | 282    |  |  |  |  |  |  |
| 1972 | Sheldon Karlin            | Estados Unidos | 2:27:52 | Nina Kuscsik           | Estados Unidos | 3:08:41 | 284     | 187    |  |  |  |  |  |  |
| 1971 | Norman Higgins            | Estados Unidos | 2:22:54 | Beth Bonner            | Estados Unidos | 2:55:22 | 246     | 168    |  |  |  |  |  |  |
| 1970 | Gary Muhrcke              | Estados Unidos | 2:31:38 | x                      | x              | x       | 127     | 55     |  |  |  |  |  |  |

(*) - a edição de 2012 foi cancelada devido aos estragos provocados pelo furacão Sandy na cidade de Nova Iorque uma semana antes.

(**) - a edição de 2020 foi cancelada devido à pandemia de COVID-19.

## Vencedores por nações
| - Quênia - 17 - Estados Unidos - 14 - Itália - 4 - México - 4 - Etiópia - 4 - África do Sul - 2 - Brasil - 2 - Reino Unido - 1 - Nova Zelândia - 1 - Tanzânia - 1 - Marrocos - 1 - Eritreia - 1 - Holanda - 1 | - Quênia - 19 - Noruega - 10 - Estados Unidos - 8 - Reino Unido - 6 - Letónia - 2 - Etiópia - 2 - Polónia - 1 - México - 1 - Nova Zelândia - 1 - Itália - 1 - Alemanha - 1 - Roménia - 1 - Suíça - 1 |

## Galeria

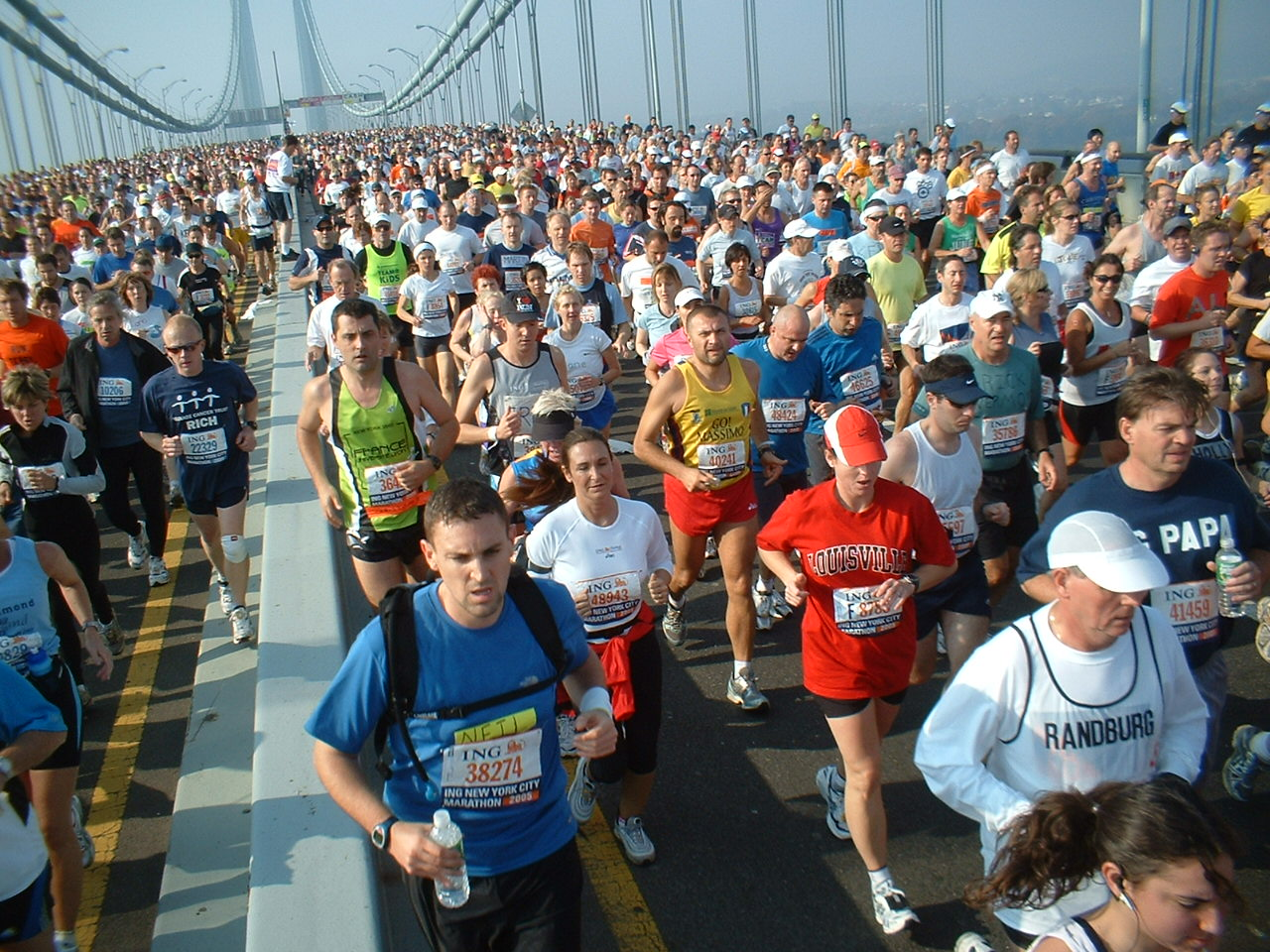
Milhares de corredores cruzam a ponte Verrazano no início da prova.
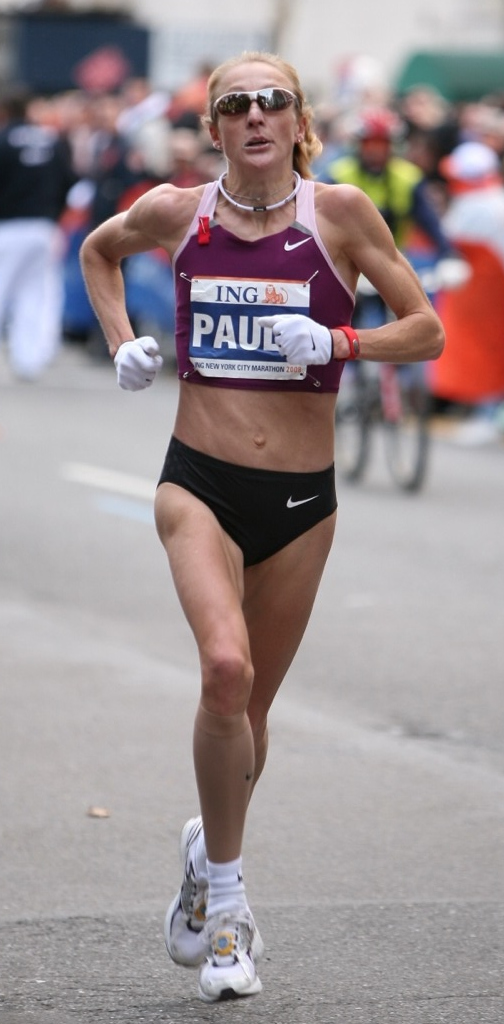
A ex-recordista mundial Paula Radcliffe  na edição de 2008.
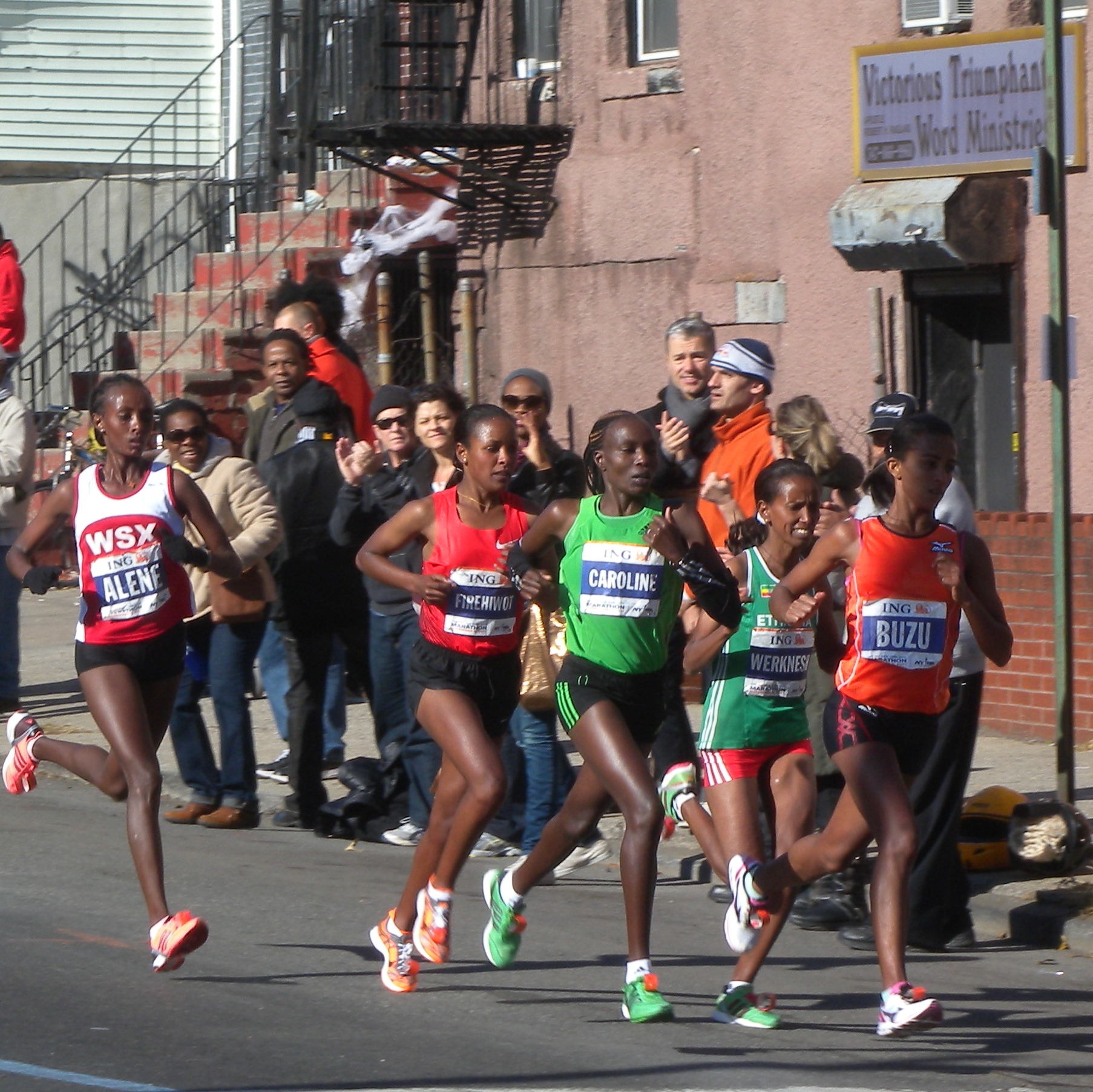
A elite feminina atravessa o Brooklyn na edição de 2011.
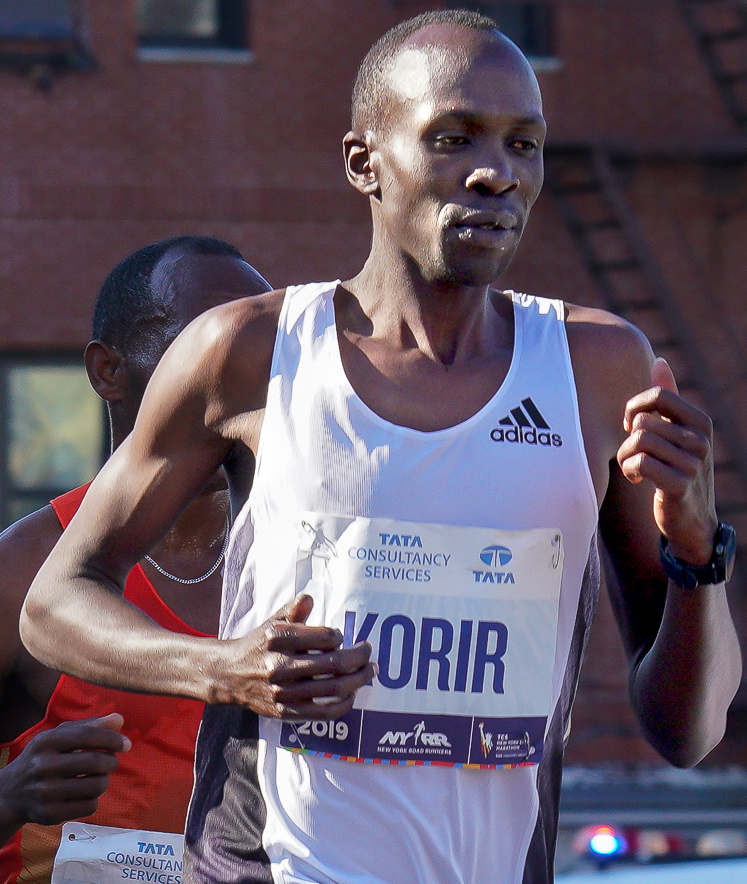
Albert Korir, o vencedor de 2021.
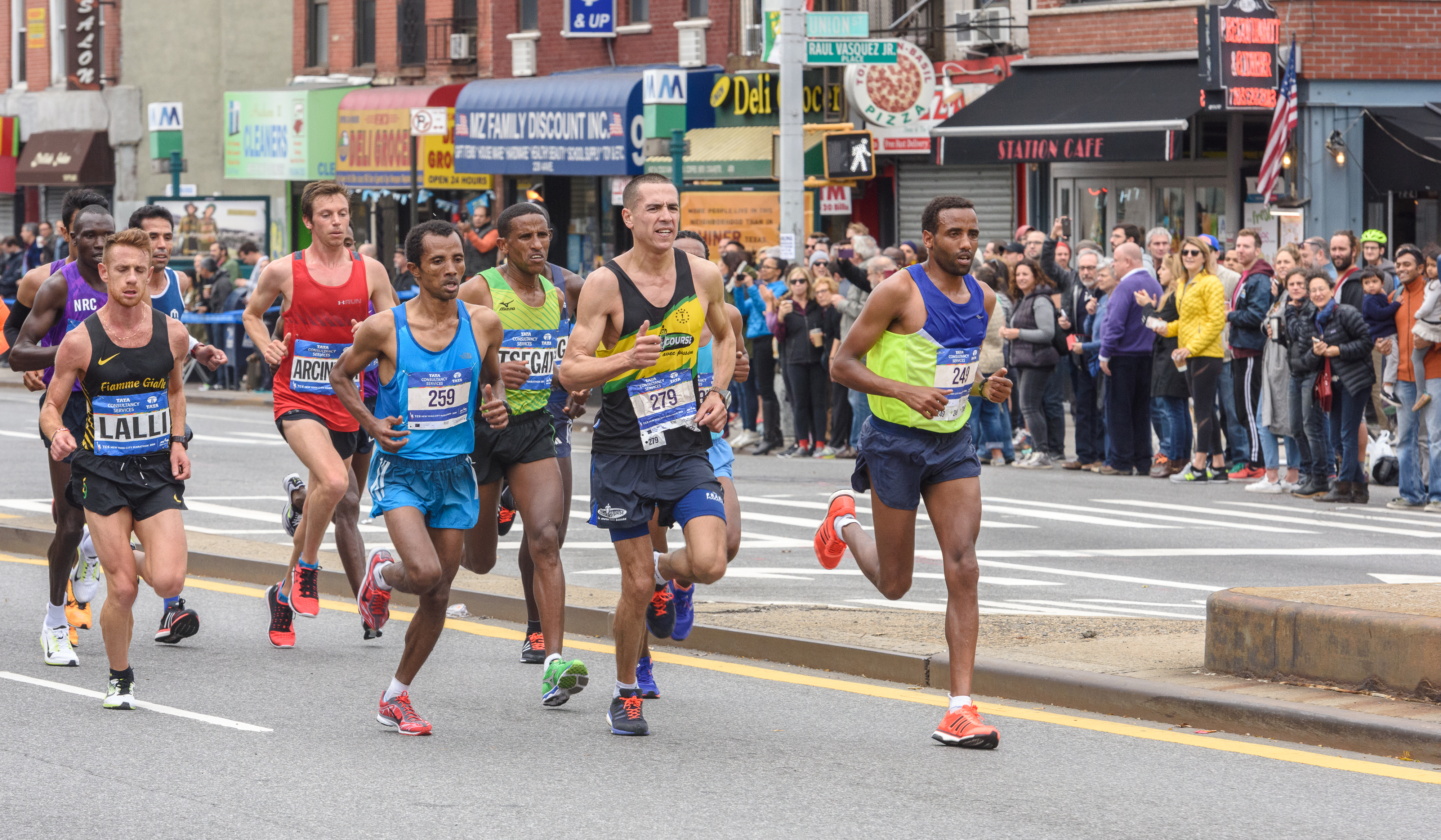
Pelotão de elite em 2015.
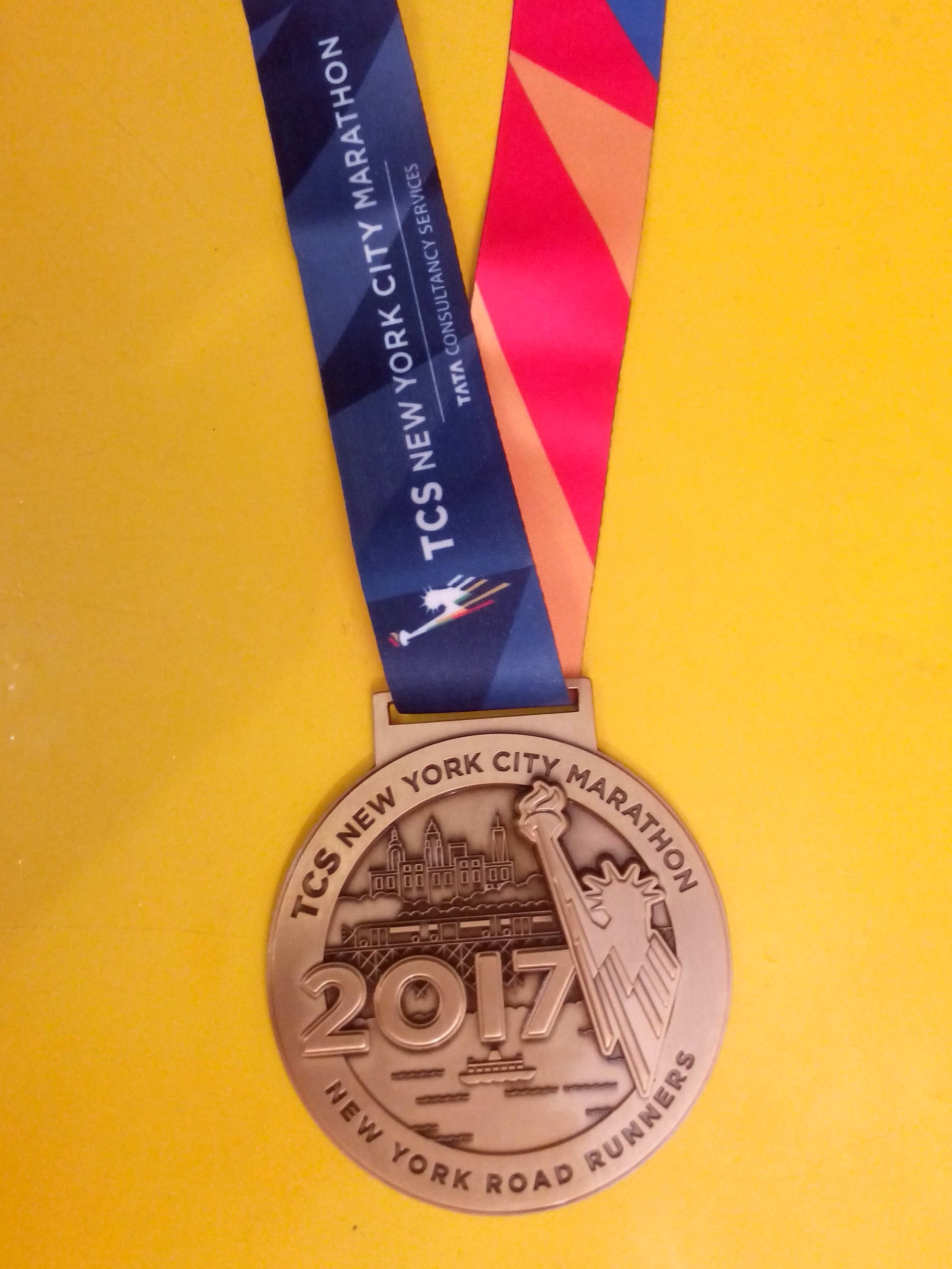
Medalha dos corredores que completaram a prova em 2017.
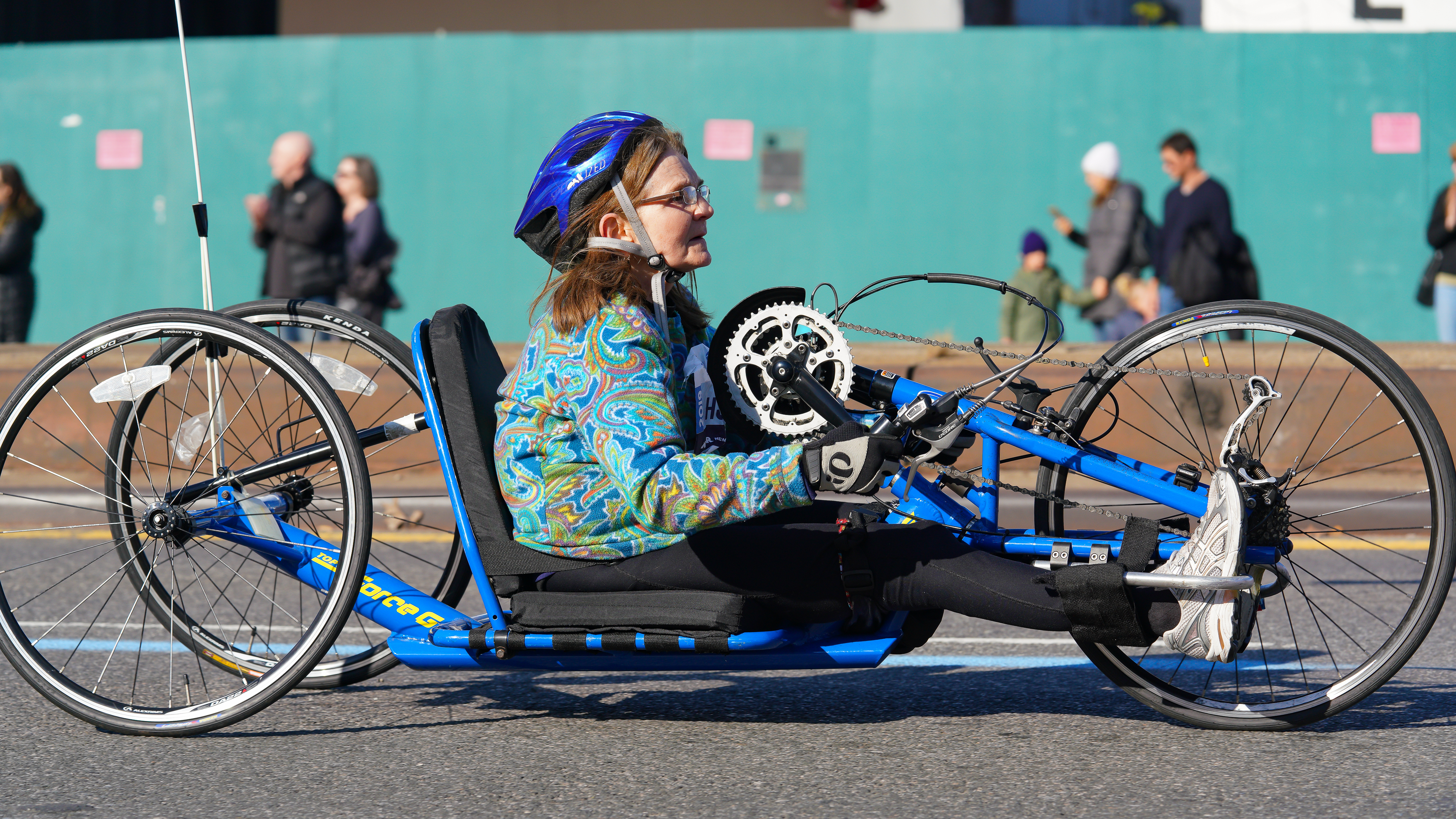
Corredora da categoria Cadeira de Rodas de 2019.
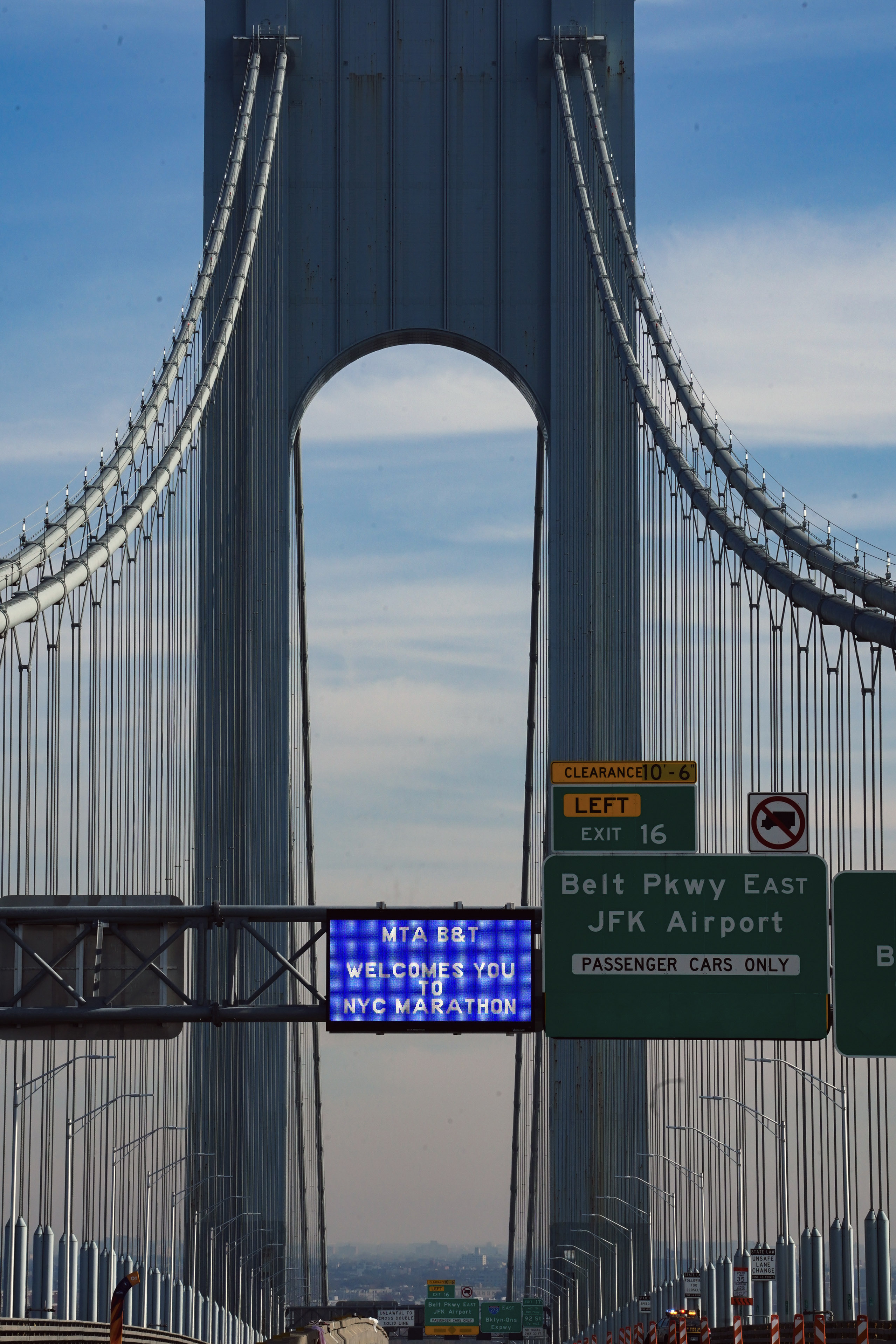
O luminoso dando as boas-vindas à Maratona na ponte Verazzano em 2021